# Músculos intercostais externos
Os músculos intercostais externos são músculos do tórax.Estão envolvidos na inspiração.